# Bambini di strada in Bangladesh

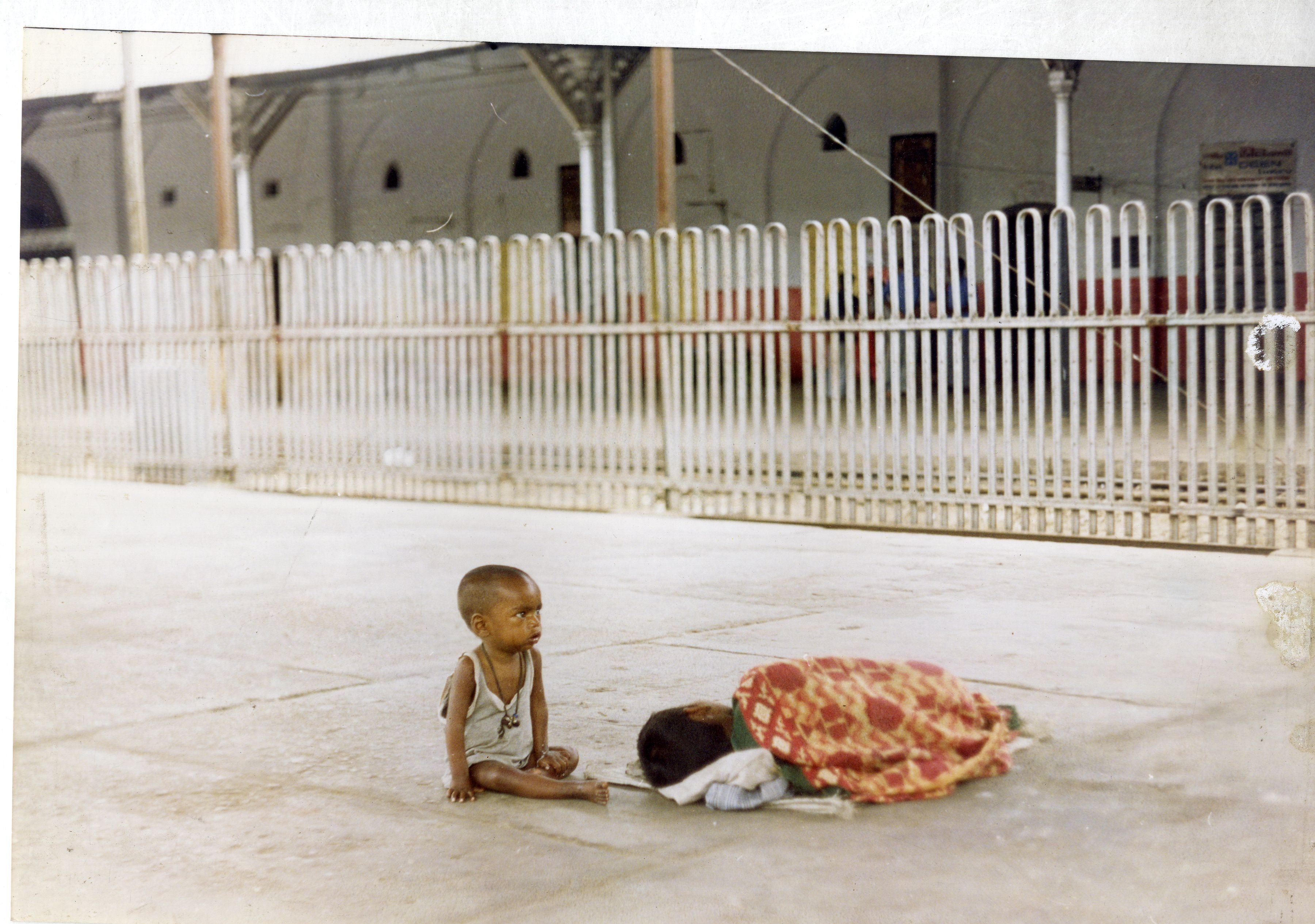
Bambini senza casa lasciati incustoditi.

Un bambino di strada in Bangladesh è qualcuno "per il quale la strada (nel senso più ampio del termine, dall'occupazione di abitazioni abbandonate etc) è diventata la sua dimora abituale e/o la fonte di sostentamento, e che non è protetto adeguatamente o supervisionato da un qualche adulto responsabile".

## Definizione e chiarimenti

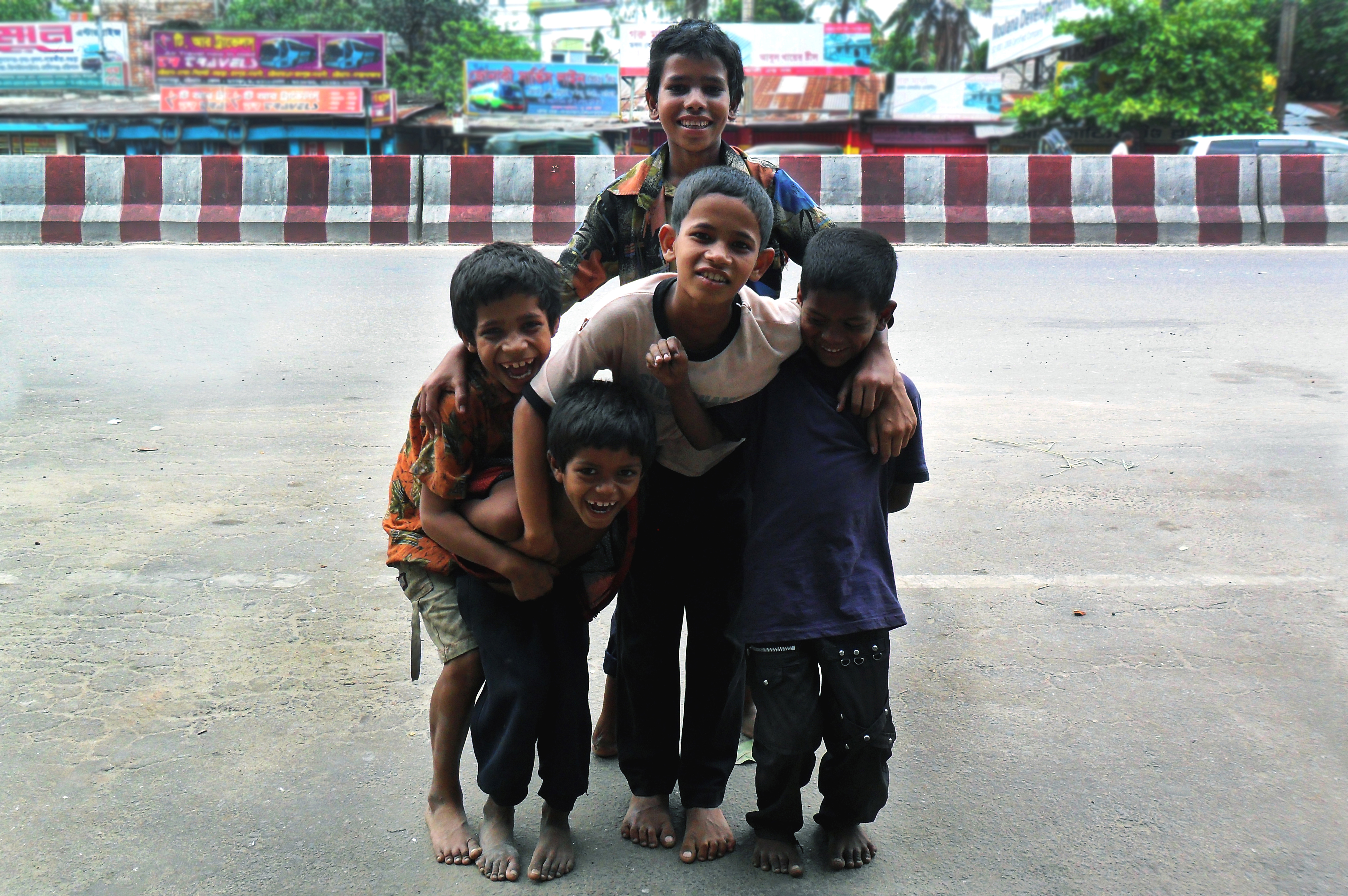
Bambini di strada a Chittagong.

I bambini di strada non vanno a scuola; invece vendono le cose per le strade o fanno altri lavoretti come i loro genitori guadagnando meno soldi o non essendo protetti in alcun modo. Si stima che ci siano più di 600.000 bambini di strada che vivono in Bangladesh, il 75% dei quali vive nella capitale della nazione, Dacca. In un paese classificato al 138º posto nell'indice dello sviluppo umano e dove il 50% della popolazione vive al di sotto della soglia di povertà, questi bambini rappresentano il livello più basso in assoluto nella gerarchia sociale, nella nazione più densamente popolata del mondo. Al giorno d'oggi la popolazione di questo paese è in costante aumento, e il numero dei bambini di strada è aumentato anch'esso fino a giungere ad una cifra stimata di 4 milioni di minori abbandonati.

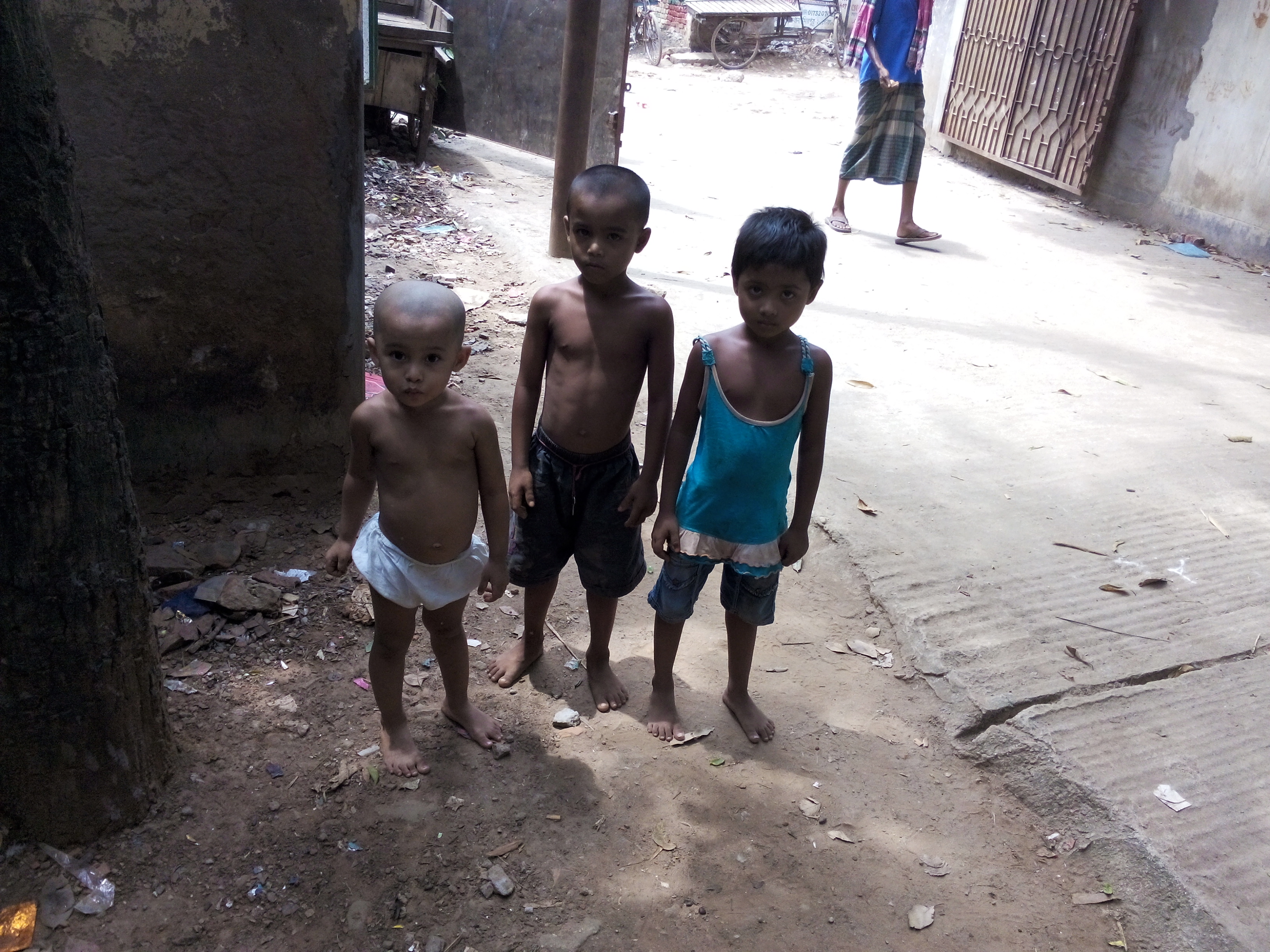
Bambini di strada.

## Caratteristiche
Non vi sono attualmente statistiche ufficiali del numero dei bambini di strada in Bangladesh. È quasi impossibile inoltre contare il loro numero in quanto aumentano da anni.
Non vi è alcuna specifica età dei bambini di strada nel paese. Alcuni hanno dai 6 ai 12 anni e vendono oggetti vari in bancarelle improvvisate, mentre altri sono 13-15enni che fanno altri lavori. I bambini sotto i 5 anni a volte possono vendere le cose o semplicemente andare in giro per le strade.
La maggior parte dei bambini di sesso femminile di strada sono sposati già dai 10 anni di età, il che li porta ad una vita molto difficile. Altri bambini maschi devono lavorare duro per aiutare a mantenere le proprie famiglie.

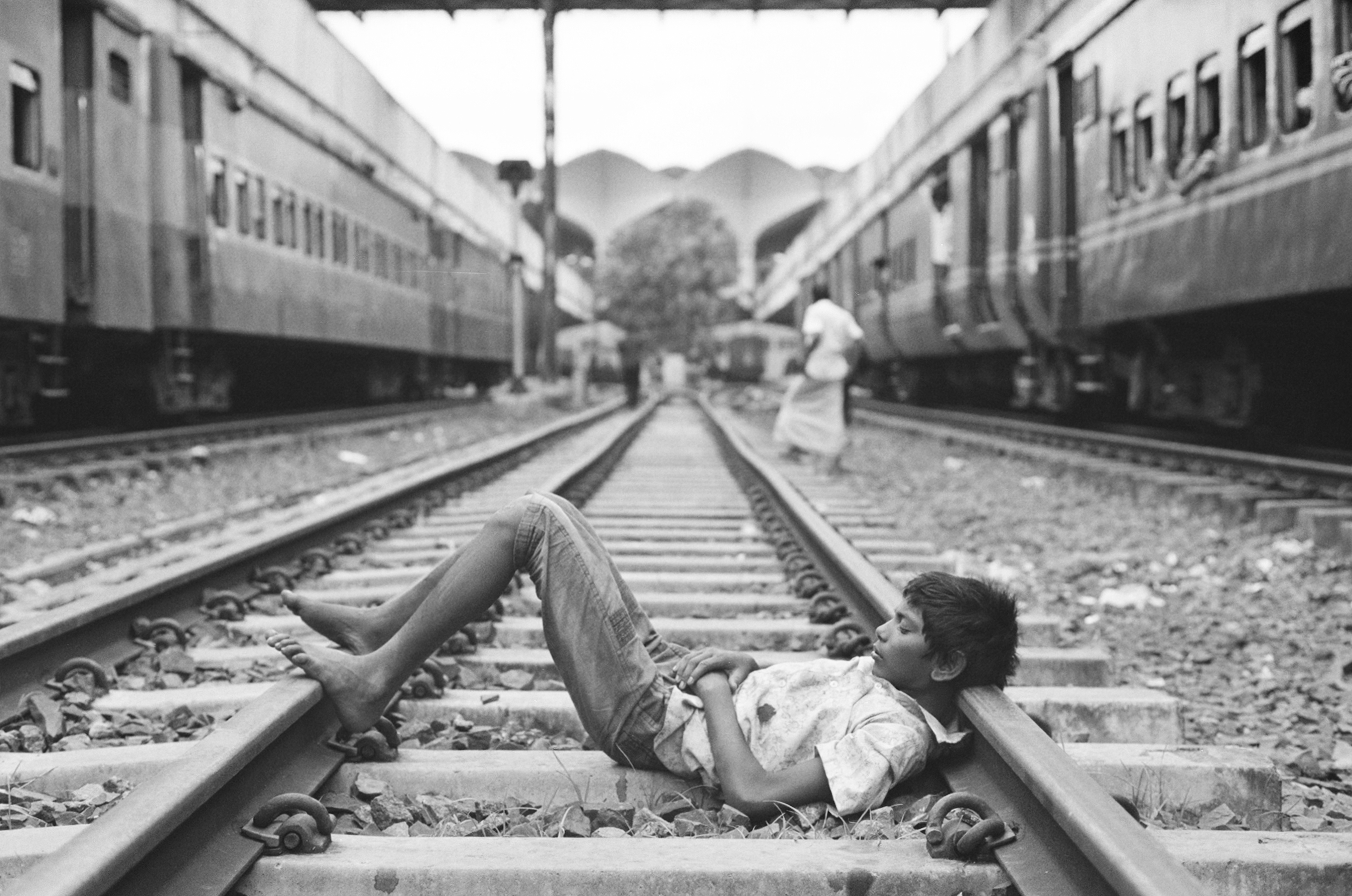
Bambino di strada a Dacca.

## Cause
I bambini di strada non hanno alcun particolare luogo di vita sociale o un posto in cui dormire. Essi possono a volte essere visti vendere fiori sulla strada.
Molti dei bambini di strada in Bangladesh muoiono giovani in quanto non sono adeguatamente presi curati. 110.000 bambini muoiono di malattie endemiche legate all'acqua non potabile annualmente. Sono incapaci di comprare cibi sani e a volte mangiano cibi che non sono igienici; altre volte muoiono anche di fame per la mancanza di cibo.

## Educazione
I bambini di strada in Bangladesh non sono in grado di andare a scuola e, di conseguenza, non ottengono una corretta educazione. È molto importante per loro lo studio dal momento che si troveranno a passare il resto della loro vita miseramente. Le organizzazioni non governative li aiutano ad essere un po' più istruiti.